# Затишное (Новомосковский район)
Затишное (укр. Затишне, до 2016 года — Днепрельстан, укр. Дніпрельстан) — село,
Николаевский сельский совет,
Новомосковский район,
Днепропетровская область,
Украина.
Код КОАТУУ — 1223284002. Население по переписи 2001 года составляло 107 человек .

## Географическое положение
Село Затишное находится в 5-и км от левого берега реки Кильчень,
на расстоянии в 2 км от села Королёвка.

## Происхождение названия
В переводе с украинского языка название села означает «Уютное».